# WTA Challenger Series 2025
In der folgenden Tabelle werden die Damenturniere der WTA Challenger Series der Saison 2025 dargestellt.
Auf dem Veranstaltungskalender des Jahres stehen in dieser Kategorie bislang 49 Turniere.

## Turnierplan
Die Zeichenfolge von z. B. 32E/8Q/8D hat folgende Bedeutung:
- 32E = 32 Spielerinnen spielen im Einzel
- 8Q = 8 Spielerinnen spielen die Qualifikation im Einzel
- 8D = 8 Paarungen spielen im Doppel

| Datum 1       | Turnier                                                                                               | Siegerin(nen)                        | Finalgegnerin(nen)                        | Ergebnis          |
| ------------- | --- | ------------------------------------ | ----------------------------------------- | ----------------- |
| 30. Dezember  | Workday Canberra International Canberra, Australien $200.000 Hartplatz – 32E/32Q/16D                  | Aoi Itō                              | Wei Sijia                                 | 6:4, 6:3          |
| 30. Dezember  | Workday Canberra International Canberra, Australien $200.000 Hartplatz – 32E/32Q/16D                  | Jaimee Fourlis Petra Hule            | Darja Semeņistaja Nina Stojanović         | 7:5, 4:6, [10:6]  |
| 3. Februar    | Mumbai Open Mumbai, Indien $115.000 Hartplatz – 32E/16Q/16D                                           | Jil Teichmann                        | Mananchaya Sawangkaew                     | 6:3, 6:4          |
| 3. Februar    | Mumbai Open Mumbai, Indien $115.000 Hartplatz – 32E/16Q/16D                                           | Amina Anschba Jelena Pridankina      | Arianne Hartono Prarthana Thombare        | 7:64, 2:6, [10:7] |
| 10. Februar   | Cancún Tennis Open Cancún, Mexiko $115.000 Hartplatz – 32E/8Q/16D                                     | Emiliana Arango                      | Carson Branstine                          | 6:2, 6:1          |
| 10. Februar   | Cancún Tennis Open Cancún, Mexiko $115.000 Hartplatz – 32E/8Q/16D                                     | Maya Joint Taylah Preston            | Aliona Bolsova Yvonne Cavalle-Reimers     | 6:4, 6:3          |
| 17. März      | Megasaray Hotels Open I Antalya, Türkei $115.000 Sandplatz – 32E/16Q/16D                              | Anca Todoni                          | Leyre Romero Gormaz                       | 6:3, 6:2          |
| 17. März      | Megasaray Hotels Open I Antalya, Türkei $115.000 Sandplatz – 32E/16Q/16D                              | Maja Chwalińska Anastasia Dețiuc     | Jesika Malečková Miriam Škoch             | 4:6, 6:3, [10:2]  |
| 24. März      | Puerto Vallarta Open Puerto Vallarta, Mexiko $115.000 Hartplatz – 32E/8D                              | Jaqueline Cristian                   | Linda Fruhvirtová                         | 7:5, 6:4          |
| 24. März      | Puerto Vallarta Open Puerto Vallarta, Mexiko $115.000 Hartplatz – 32E/8D                              | Hanna Chang Christina McHale         | Maya Joint Ena Shibahara                  | 2:6, 6:2, [10:7]  |
| 24. März      | Megasaray Hotels Open II Antalya, Türkei $115.000 Sandplatz – 32E/16Q/16D                             | Olga Danilović                       | Victoria Jiménez Kasintseva               | 6:2, 6:3          |
| 24. März      | Megasaray Hotels Open II Antalya, Türkei $115.000 Sandplatz – 32E/16Q/16D                             | María Carlé Simona Waltert           | Maja Chwalińska Anastasia Dețiuc          | 3:6, 7:5, [10:3]  |
| 31. März      | Open Internacional Femení Solgironès La Bisbal d’Empordà, Spanien $115.000 Sandplatz – 32E/8Q/8D      | Darja Semeņistaja                    | Dalma Gálfi                               | 5:7, 6:0, 6:4     |
| 31. März      | Open Internacional Femení Solgironès La Bisbal d’Empordà, Spanien $115.000 Sandplatz – 32E/8Q/8D      | Magali Kempen Anna Sisková           | Darja Semeņistaja Nina Stojanović         | 7:61, 6:1         |
| 31. März      | Megasaray Hotels Open III Antalya, Türkei $115.000 Sandplatz – 32E/16Q/16D                            | Solana Sierra                        | Leyre Romero Gormaz                       | 6:3, 6:4          |
| 31. März      | Megasaray Hotels Open III Antalya, Türkei $115.000 Sandplatz – 32E/16Q/16D                            | Anna Bondár Simona Waltert           | Alicia Barnett Elixane Lechemia           | 7:5, 2:6, [10:6]  |
| 14. April     | Oeiras Open Oeiras, Portugal $168.100 Sandplatz – 32E/16Q/16D                                         | Dalma Gálfi                          | Katie Volynets                            | 4:6, 6:1, 6:2     |
| 14. April     | Oeiras Open Oeiras, Portugal $168.100 Sandplatz – 32E/16Q/16D                                         | Francisca Jorge Matilde Jorge        | Anastasia Dețiuc Patricia Maria Țig       | 6:1, 6:2          |
| 28. April     | L’Open 35 de Saint-Malo Saint-Malo, Frankreich $115.000 Sandplatz – 32E/16Q/16D                       | Naomi Ōsaka                          | Kaja Juvan                                | 6:1, 7:5          |
| 28. April     | L’Open 35 de Saint-Malo Saint-Malo, Frankreich $115.000 Sandplatz – 32E/16Q/16D                       | Maia Lumsden Makoto Ninomiya         | Oksana Kalaschnikowa Angelica Moratelli   | 7:5, 6:2          |
| 28. April     | Catalonia Open Vic, Spanien $115.000 Sandplatz – 32E/7Q/8D                                            | Dalma Gálfi                          | Rebeka Masarova                           | 6:3, 6:0          |
| 28. April     | Catalonia Open Vic, Spanien $115.000 Sandplatz – 32E/7Q/8D                                            | Bianca Andreescu Aldila Sutjiadi     | Leylah Fernandez Lulu Sun                 | 6:2, 6:4          |
| 12. Mai       | Parma Ladies Open Parma, Italien $115.000 Sandplatz – 32E/8Q/10D                                      | Mayar Sherif                         | Victoria Mboko                            | 6:4, 6:4          |
| 12. Mai       | Parma Ladies Open Parma, Italien $115.000 Sandplatz – 32E/8Q/10D                                      | Jesika Malečková Miriam Škoch        | Sabrina Santamaria Tang Qianhui           | 6:2, 6:0          |
| 12. Mai       | Trophée Clarins Paris, Frankreich $115.000 Sandplatz – 32E/8Q/8D                                      | Katie Boulter                        | Chloé Paquet                              | 3:6, 6:2, 6:3     |
| 12. Mai       | Trophée Clarins Paris, Frankreich $115.000 Sandplatz – 32E/8Q/8D                                      | Irina Chromatschowa Fanny Stollár    | Tereza Mihalíková Olivia Nicholls         | 4:6, 7:65, [10:5] |
| 2. Juni       | Lexus Birmingham Open Birmingham, Großbritannien $200.000 Rasenplatz – 32E/24Q/16D                    | Greet Minnen                         | Linda Fruhvirtová                         | 6:2, 6:1          |
| 2. Juni       | Lexus Birmingham Open Birmingham, Großbritannien $200.000 Rasenplatz – 32E/24Q/16D                    | Destanee Aiava Cristina Bucșa        | Alicia Barnett Elixane Lechemia           | 6:4, 6:2          |
| 2. Juni       | Open delle Puglie Bari, Italien €100.000 Sandplatz – 32E/8Q/8D                                        | Anca Todoni                          | Anna Bondár                               | 6:4, 6:0          |
| 2. Juni       | Open delle Puglie Bari, Italien €100.000 Sandplatz – 32E/8Q/8D                                        | Marija Kosyrewa Iryna Schymanowitsch | Quinn Gleason Ingrid Gamarra Martins      | 3:6, 6:4, [10:7]  |
| 2. Juni       | Makarska Open Makarska, Kroatien $115.000 Sandplatz – 32E/8Q/8D                                       | Sára Bejlek                          | Victoria Jiménez Kasintseva               | 6:0, 6:1          |
| 2. Juni       | Makarska Open Makarska, Kroatien $115.000 Sandplatz – 32E/8Q/8D                                       | Jesika Malečková Miriam Škoch        | Oksana Kalaschnikowa Jelena Pridankina    | 2:6, 6:3, [10:4]  |
| 9. Juni       | Lexus Ilkley Open Ilkley, Großbritannien $168.100 Rasenplatz – 32E/24Q/16D                            | Iva Jovic                            | Rebecca Marino                            | 6:1, 6:3          |
| 9. Juni       | Lexus Ilkley Open Ilkley, Großbritannien $168.100 Rasenplatz – 32E/24Q/16D                            | Isabelle Haverlag Simona Waltert     | Witalija Djatschenko Eden Silva           | 6:1, 6:1          |
| 9. Juni       | Città di Grado Tennis Cup Grado, Italien €100.000 Sandplatz – 32E/13Q/16D                             | Tereza Valentová                     | Barbora Palicová                          | 6:2, 4:6, 6:1     |
| 9. Juni       | Città di Grado Tennis Cup Grado, Italien €100.000 Sandplatz – 32E/13Q/16D                             | Quinn Gleason Ingrid Gamarra Martins | Veronika Erjavec Dominika Šalková         | 6:2, 5:7, [10:5]  |
| 9. Juni       | BBVA Open Internacional de Valencia Valencia, Spanien €100.000 Sandplatz – 32E/16Q/8D                 | Nuria Párrizas Díaz                  | Louisa Chirico                            | 7:5, 7:69         |
| 9. Juni       | BBVA Open Internacional de Valencia Valencia, Spanien €100.000 Sandplatz – 32E/16Q/8D                 | Marija Kosyrewa Iryna Schymanowitsch | Yvonne Cavalle-Reimers Ángela Fita Boluda | 6:3, 6:4          |
| 7. Juli       | Hall of Fame Open Newport, Vereinigte Staaten $200.000 Rasenplatz – 32E/8Q/16D                        | Caty McNally                         | Tatjana Maria                             | 2:6, 6:4, 6:2     |
| 7. Juli       | Hall of Fame Open Newport, Vereinigte Staaten $200.000 Rasenplatz – 32E/8Q/16D                        | Carmen Corley Ivana Corley           | Arianne Hartono Prarthana Thombare        | 7:64, 6:3         |
| 7. Juli       | Nordea Open Båstad, Schweden $115.000 Sandplatz – 32E/16D                                             | Elisabetta Cocciaretto               | Katarzyna Kawa                            | 6:3, 6:4          |
| 7. Juli       | Nordea Open Båstad, Schweden $115.000 Sandplatz – 32E/16D                                             | Jesika Malečková Miriam Škoch        | Irene Burillo Escorihuela Berfu Cengiz    | 6:4, 6:3          |
| 7. Juli       | Grand Est Open 88 Contrexéville, Frankreich $115.000 Sandplatz – 32E/16Q/8D                           | Francesca Jones                      | Elsa Jacquemot                            | 6:4, 7:62         |
| 7. Juli       | Grand Est Open 88 Contrexéville, Frankreich $115.000 Sandplatz – 32E/16Q/8D                           | Quinn Gleason Ingrid Gamarra Martins | Emily Appleton Isabelle Haverlag          | 6:1, 7:64         |
| 14. Juli      | ATV Bancomat Tennis Open Rom, Italien €100.000 Sandplatz – 32E/8Q/8D                                  | Petra Marčinko                       | Oxana Selechmetjewa                       | 6:3, 4:6, 6:3     |
| 14. Juli      | ATV Bancomat Tennis Open Rom, Italien €100.000 Sandplatz – 32E/8Q/8D                                  | Cho I-hsuan Cho Yi-tsen              | Ekaterine Gorgodse Darja Semeņistaja      | 4:6, 6:4, [10:6]  |
| 14. Juli      | Eupago Porto Open Porto, Portugal €100.000 Hartplatz – 32E/16Q/16D                                    | Tereza Valentová                     | Lanlana Tararudee                         | 6:4, 6:2          |
| 14. Juli      | Eupago Porto Open Porto, Portugal €100.000 Hartplatz – 32E/16Q/16D                                    | Carmen Corley Ivana Corley           | Liang En-shuo Peangtarn Plipuech          | 6:3, 6:1          |
| 21. Juli      | Palermo Ladies Open Palermo, Italien €100.000 Sandplatz – 32E/16Q/16D                                 | Francesca Jones                      | Anouk Koevermans                          | 6:3, 6:2          |
| 21. Juli      | Palermo Ladies Open Palermo, Italien €100.000 Sandplatz – 32E/16Q/16D                                 | Estelle Cascino Feng Shuo            | Momoko Kobori Ayano Shimizu               | 6:2, 6:72, [10:7] |
| 28. Juli      | Polish Open Warschau, Polen $115.000 Hartplatz – 32E/8Q/8D                                            | Kateřina Siniaková                   | Viktorija Golubic                         | 6:1, 6:2          |
| 28. Juli      | Polish Open Warschau, Polen $115.000 Hartplatz – 32E/8Q/8D                                            | Weronika Falkowska Dominika Šalková  | Isabelle Haverlag Martyna Kubka           | 6:2, 6:1          |
| 1. September  | Montreux Nestlé Open Montreux, Schweiz $115.000 Sandplatz – 32E/??Q/??D                               |                                      |                                           |                   |
| 1. September  | Montreux Nestlé Open Montreux, Schweiz $115.000 Sandplatz – 32E/??Q/??D                               |                                      |                                           |                   |
| 1. September  | Guadalajara 125 Open Guadalajara, Mexiko $115.000 Sandplatz – 32E/??Q/??D                             |                                      |                                           |                   |
| 1. September  | |                                      |                                           |                   |
| 1. September  | WTA Changsha Open Changsha, China $115.000 Sandplatz – 32E/??Q/16D                                    |                                      |                                           |                   |
| 1. September  | |                                      |                                           |                   |
| 8. September  | Zavarovalnica Sava Ljubljana Ljubljana, Slowenien $115.000 Sandplatz – 32E/??Q/16D                    |                                      |                                           |                   |
| 8. September  | Zavarovalnica Sava Ljubljana Ljubljana, Slowenien $115.000 Sandplatz – 32E/??Q/16D                    |                                      |                                           |                   |
| 8. September  | Open Internacional de San Sebastián San Sebastián, Spanien $115.000 Sandplatz – 32E/??Q/8D            |                                      |                                           |                   |
| 8. September  | |                                      |                                           |                   |
| 8. September  | WTA 125 Huzhou Open Huzhou, China $115.000 Sandplatz – 32E/??Q/16D                                    |                                      |                                           |                   |
| 8. September  | |                                      |                                           |                   |
| 15. September | Lexus Tolentino Open Tolentino, Italien $115.000 Sandplatz – 32E/??Q/16D                              |                                      |                                           |                   |
| 15. September | Lexus Tolentino Open Tolentino, Italien $115.000 Sandplatz – 32E/??Q/16D                              |                                      |                                           |                   |
| 15. September | Full Protein Caldas da Rainha Ladies Open Caldas da Rainha, Portugal $115.000 Hartplatz – 32E/??Q/16D |                                      |                                           |                   |
| 15. September | |                                      |                                           |                   |
| 22. September | Jingshan Tennis Open Jingshan, China $160.000 Hartplatz – 32E/??Q/16D                                 |                                      |                                           |                   |
| 22. September | Jingshan Tennis Open Jingshan, China $160.000 Hartplatz – 32E/??Q/16D                                 |                                      |                                           |                   |
| 29. September | Internazionali di Calabria Rende, Italien $115.000 Sandplatz – 32E/??Q/16D                            |                                      |                                           |                   |
| 29. September | Internazionali di Calabria Rende, Italien $115.000 Sandplatz – 32E/??Q/16D                            |                                      |                                           |                   |
| 29. September | Suzhou WTA 125 Suzhou, China $115.000 Hartplatz – 32E/??Q/16D                                         |                                      |                                           |                   |
| 29. September | |                                      |                                           |                   |
| 6. Oktober    | Mallorca Women’s Tennis Championships Mallorca, Spanien $115.000 Sandplatz – 32E/??Q/8D               |                                      |                                           |                   |
| 6. Oktober    | Mallorca Women’s Tennis Championships Mallorca, Spanien $115.000 Sandplatz – 32E/??Q/8D               |                                      |                                           |                   |
| 6. Oktober    | Olbia Open Olbia, Italien $115.000 Hartplatz – 32E/??Q/??D                                            |                                      |                                           |                   |
| 6. Oktober    | |                                      |                                           |                   |
| 13. Oktober   | Abierto Tampico Tampico $115.000 Hartplatz – 32E/??Q/??D                                              |                                      |                                           |                   |
| 13. Oktober   | Abierto Tampico Tampico $115.000 Hartplatz – 32E/??Q/??D                                              |                                      |                                           |                   |
| 13. Oktober   | WTA 125 Jinan Open Jinan, China $115.000 Hartplatz – 32E/??Q/16D                                      |                                      |                                           |                   |
| 13. Oktober   | |                                      |                                           |                   |
| 20. Oktober   | Querétaro Open Querétaro $115.000 Sandplatz – 32E/??Q/8D                                              |                                      |                                           |                   |
| 20. Oktober   | Querétaro Open Querétaro $115.000 Sandplatz – 32E/??Q/8D                                              |                                      |                                           |                   |
| 20. Oktober   | Torneo Internazionale Citta die Rovereto Rovereto, Italien $115.000 Hartplatz – 32E/??Q/16D           |                                      |                                           |                   |
| 20. Oktober   | |                                      |                                           |                   |
| 3. November   | Austin WTA 125 Austin, USA $115.000 Hartplatz – 32E/??Q/8D                                            |                                      |                                           |                   |
| 3. November   | Austin WTA 125 Austin, USA $115.000 Hartplatz – 32E/??Q/8D                                            |                                      |                                           |                   |
| 17. November  | LP Open Colina $115.000 Sandplatz – 32E/??Q/??D                                                       |                                      |                                           |                   |
| 17. November  | LP Open Colina $115.000 Sandplatz – 32E/??Q/??D                                                       |                                      |                                           |                   |
| 24. November  | IEB+ Argentina Open Buenos Aires $115.000 Sandplatz – 32E/??Q/??D                                     |                                      |                                           |                   |
| 24. November  | IEB+ Argentina Open Buenos Aires $115.000 Sandplatz – 32E/??Q/??D                                     |                                      |                                           |                   |
| 24. November  | Osijek Open Osijek, Kroatien $115.000 Hartplatz – 32E/??Q/8D                                          |                                      |                                           |                   |
| 24. November  | |                                      |                                           |                   |
| 1. Dezember   | Open In Arte Angers Loire Angers $115.000 Hartplatz (Halle) – 32E/??Q/??D                             |                                      |                                           |                   |
| 1. Dezember   | Open In Arte Angers Loire Angers $115.000 Hartplatz (Halle) – 32E/??Q/??D                             |                                      |                                           |                   |
| 8. Dezember   | Open BLS de Limoges Limoges $115.000 Hartplatz (Halle) – 32E/??Q/??D                                  |                                      |                                           |                   |
| 8. Dezember   | Open BLS de Limoges Limoges $115.000 Hartplatz (Halle) – 32E/??Q/??D                                  |                                      |                                           |                   |

## Weltranglistenpunkte
Abhängig von der erreichten Runde erhalten die Spielerinnen folgende Punkte für die WTA-Weltrangliste:
| Turnierkategorie   | S   | F  | HF | VF | AF | R32 | Q | Q2 | Q1 |
| ------------------ | --- | -- | -- | -- | -- | --- | - | -- | -- |
| WTA 125 (32E, 16Q) | 125 | 81 | 49 | 27 | 15 | 1   | 6 | 4  | 1  |
| WTA 125 (32E, 8Q)  | 125 | 81 | 49 | 27 | 15 | 1   | 6 | –  | 1  |
| WTA 125 (16D)      | 125 | 81 | 49 | 27 | 1  | –   | – | –  | –  |
| WTA 125 (8D)       | 125 | 81 | 49 | 1  | –  | –   | – | –  | –  |

- E = Einzelspielerin, D = Doppelspielerin, Q = Qualifikationsspielerin